# Österreichische Alpine Skimeisterschaften 1976
Die Österreichischen Alpinen Skimeisterschaften 1976 fanden vom 25. bis zum 29. Februar in Altenmarkt im Pongau und Radstadt statt.

## Herren

### Abfahrt
| Platz | Name             | Zeit        |
| ----- | ---------------- | ----------- |
| 1     | Ernst Winkler    | 1:33,65 min |
| 2     | Uli Spieß        | 1:34,42 min |
| 3     | Peter Feyrsinger | 1:34,43 min |
| 4     | Leonhard Stock   | 1:34,57 min |
| 5     | Anton Steiner    | 1:34,62 min |
| 6     | Josef Walcher    | 1:34,67 min |

Datum: 26. Februar 1976

Ort: Altenmarkt-Zauchensee

### Riesenslalom
| Platz | Name              | Zeit        |
| ----- | ----------------- | ----------- |
| 1     | Alfred Steger     | 3:19,98 min |
| 2     | Anton Steiner     | 3:21,40 min |
| 3     | Andre Arnold      | 3:22,40 min |
| 4     | Hans Kirchgasser  | 3:22,66 min |
| 5     | Alois Morgenstern | 3:23,21 min |

Datum: 29. Februar 1976

Ort: Altenmarkt

### Slalom
| Platz | Name              | Zeit        |
| ----- | ----------------- | ----------- |
| 01    | Hans Hinterseer   | 1:46,18 min |
| 02    | Bartl Gensbichler | 1:46,87 min |
| 03    | Othmar Kirchmair  | 1:46,94 min |
| 04    | Hans Enn          | 1:47,20 min |
| 05    | Alfred Steger     | 1:47,23 min |
| 06    | Wolfram Ortner    | 1:47,35 min |
| 07    | Josef Prieler     | 1:47,45 min |
| 08    | Robert Schuchter  | 1:47,49 min |
| 09    | Anton Steiner     | 1:47,58 min |
| 10    | Siegfried Jaritz  | 1:47,76 min |

Datum: 28. Februar 1976

Ort: Radstadt

### Kombination
Die Kombination setzt sich aus den Ergebnissen von Slalom, Riesenslalom und Abfahrt zusammen.
| Platz | Name              |
| ----- | ----------------- |
| 1     | Anton Steiner     |
| 2     | Hans Enn          |
| 3     | Ewald Zirbisegger |

## Damen

### Abfahrt
| Platz | Name               | Zeit        |
| ----- | ------------------ | ----------- |
| 1     | Wiltrud Drexel     | 1:34,17 min |
| 2     | Brigitte Totschnig | 1:34,53 min |
| 3     | Elfi Deufl         | 1:35,37 min |
|       | Monika Kaserer     | 1:35,37 min |
| 5     | Martina Ellmer     | 1:35,46 min |
| 6     | Nicola Spieß       | 1:35,63 min |

Datum: 25. Februar 1976

Ort: Altenmarkt-Zauchensee

### Riesenslalom
| Platz | Name                  | Zeit        |
| ----- | --------------------- | ----------- |
| 01    | Monika Kaserer        | 1:37,22 min |
| 02    | Brigitte Totschnig    | 1:38,38 min |
| 03    | Martina Ellmer        | 1:39,39 min |
| 04    | Lea Sölkner           | 1:39,89 min |
|       | Nicola Spieß          | 1:39,89 min |
|       | Brigitte Schroll      | 1:39,89 min |
| 07    | Regina Sackl          | 1:40,46 min |
| 08    | Ingrid Schmid-Gfölner | 00000? min  |
| 09    | Heidi Bauer           | 1:41,35 min |
| 10    | Michaela Schaffner    | 1:42,31 min |

Datum: 27. Februar 1976

Ort: Altenmarkt

### Slalom
| Platz | Name               | Zeit        |
| ----- | ------------------ | ----------- |
| 1     | Monika Kaserer     | 1:38,92 min |
| 2     | Lea Sölkner        | 1:40,48 min |
| 3     | Michaela Schaffner | 1:40,49 min |
| 4     | Nicola Spieß       | 1:40,53 min |
| 5     | Gerlinde Strixner  | 1:41,90 min |
|       | Gabi Hauser        | 1:41,90 min |

Datum: 26. Februar 1976

Ort: Radstadt

### Kombination
Die Kombination setzt sich aus den Ergebnissen von Slalom, Riesenslalom und Abfahrt zusammen.
| Platz | Name           |
| ----- | -------------- |
| 1     | Monika Kaserer |
| 2     | Nicola Spieß   |
| 3     | Martina Ellmer |